# آندره بیوگو پوکو
آندره بیوگو پوکو (انگلیسی: André Biyogo Poko؛ زادهٔ ۷ مارس ۱۹۹۳) بازیکن فوتبال اهل گابن است.
از باشگاه‌هایی که در آن بازی کرده‌است می‌توان به باشگاه فوتبال بوردو، باشگاه فوتبال کاردمیر قره‌بوک‌اسپور، و باشگاه ورزشی گوزتپه اشاره کرد.
وی همچنین در تیم ملی فوتبال گابن بازی کرده‌است.